# HMS Bävern (1958)
HMS Bävern var en av sex ubåtar tillhörande Hajen III-klassen i svenska flottan. Bävern byggdes vid Kockums Mekaniska Verkstads AB i Malmö och såldes för skrotning till Odense 1981.